# 地下鉄81-718/719形電車
81-718/719形は、ムィティシ機械製造工場（現：メトロワゴンマッシュ）が製造した地下鉄用電車である。2019年現在はタシュケント地下鉄とハルキウ地下鉄に在籍する。

## 概要・運用
1976年以降、ムィティシ機械製造工場はモスクワ地下鉄を始めとする旧東側諸国の地下鉄へ向けて81-717/714形電車の大量生産を実施していた。だが制御方式は旧来の抵抗制御を用いており、消費電力やメンテナンスの面で難があった。そこで、消費電力削減に加え粘着性能の向上や接点の廃止に伴うメンテナンスの容易化などの利点を持つサイリスタチョッパ制御を採用したのが81-718/719形である。車体についても81-717/714形から改良され、換気扇が車内に設置された他、前面の形状にも変化が生じた。編成は先頭車の81-718形、中間車の81-719形で、81-718形の試作車2両（DK-119形、140 kw）を除く全車両にDK-117形電動機（110 kw）が設置されている。
1991年に試作車5両（5両編成1本）が完成しモスクワ地下鉄で試験が行われた後、翌1992年からハルキウ地下鉄で運用を開始し、1993年から1998年まで量産車20両（5両編成4本）が製造された。また新路線開通による車両増備が必要となったタシュケント地下鉄から発注を受け2001年に20両（4両編成5本）の生産が行われ、これらは81-718.0/819.0形という形式名で区別されている。更に2004年にはハルキウ地下鉄の新駅開業に伴い15両（5両編成3本）が製造されたが、これらはメトロワゴンマッシュで製造された車体と新規に購入した主要機器をハルキウ地下鉄の車庫で組み立てる形で作られており、81-718.2/719.2形という形式名が与えられている。

## 関連形式
- Ezh3形 - ハルキウ地下鉄に在籍する車両のうち2両は81-718/719形の予備車として連結可能とする改造を受け、形式名も81-710.1/710.1形に変更されている[2]。

## 参考資料
- Абрамов Е.Р (2015). Электроподвижной состав отечественных железных дорог. Москва́